# بانک اسلامی شارجه
بانک اسلامی شارجه (انگلیسی: Sharjah Islamic Bank) که در گذشته به عنوان بانک ملی شارجه شناخته میشد. شرکت خدمات مالی و بانکداری اماراتی است، که در سال ۱۹۷۵ تأسیس شد. دفتر مرکزی این بانک در امارات شارجه در امارات متحده عربی قرار دارد  در سال ۲۰۰۴ این بانک به بانک اسلامی شارجه تبدیل شد.